# 达利娅·格里包斯凯特
达利娅·格里包斯凯特（發音：[dɐˈlʲɛ ɡʲrʲiːbɐʊsˈkɐ̂ˑɪtʲeː]；1956年3月1日—），立陶宛政治人物，她曾经担任立陶宛的外交部副部长和财政部部长等职，并于2004年起担任欧洲联盟委员会负责财政计划和预算的委员。2009年5月17日她在总统选举中获胜。7月12日，她正式宣誓就职，成为立陶宛历史上第一位女性总统。

## 經歷
生于立陶宛首都维尔纽斯，格里包斯凯特1983年毕业于列宁格勒日丹诺夫大学经济学专业，其后就职于立陶宛科学院。1990年立陶宛独立后，格里包斯凯特担任立陶宛经济学院科学部负责人。格里包斯凯特1991年赴美国乔治城大学进修，回国后担任国际经济合作部欧洲司负责人。

## 政治生涯
1990年立陶宛脫離蘇聯獨立後，1993年调任外交部经济合作司司长，1994年出任驻欧盟公使，1996年调任驻美国公使。1999年，格里包斯凯特奉调回国，升任财政部副部长，次年调任副外长，参与立陶宛加入欧盟的谈判。2001年担任财政部长。

## 歐盟時期
2004年出任代表立陶宛的欧盟专员，负责欧盟财政预算事务。

## 總統

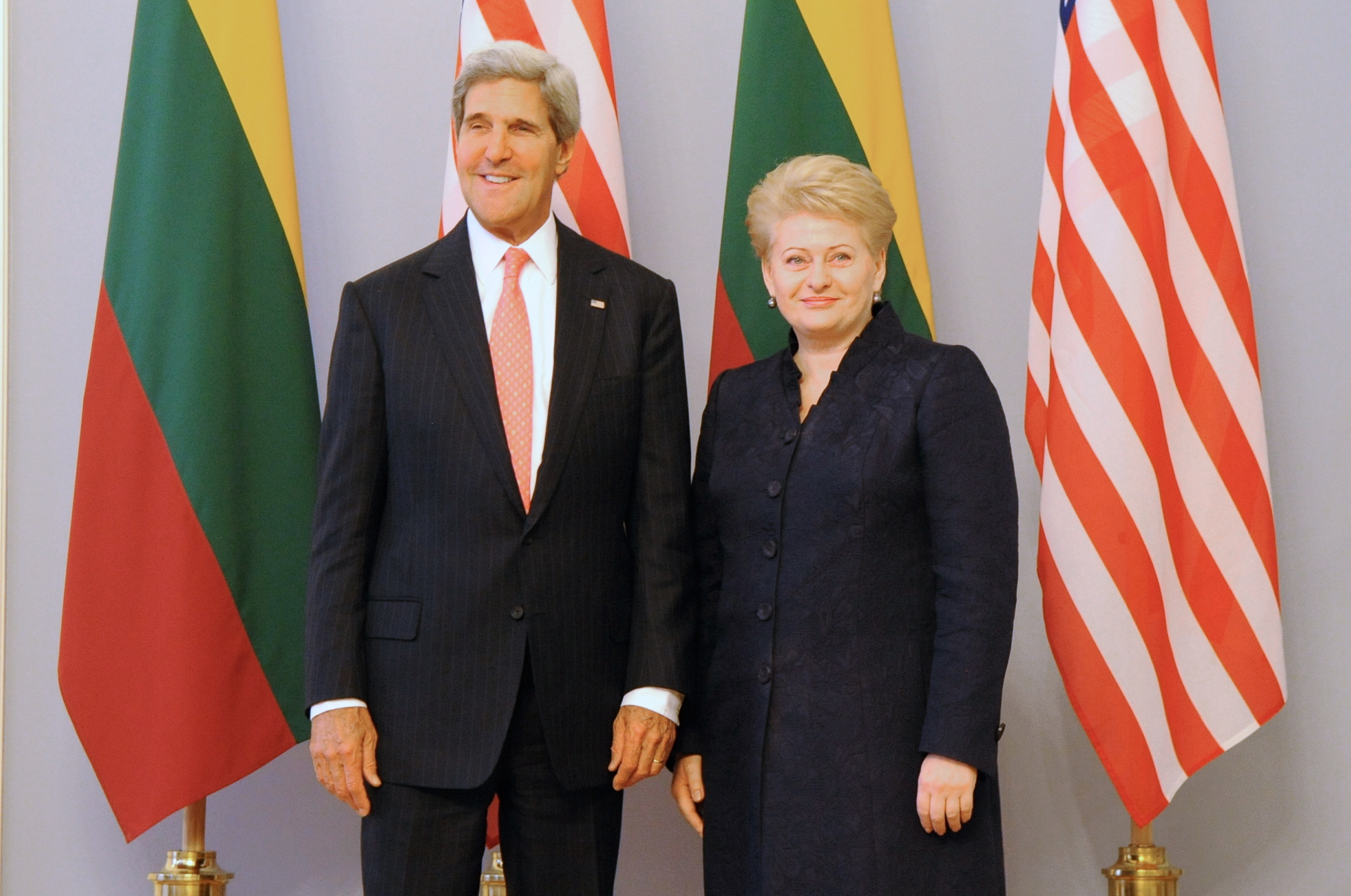
2013年9月7日格里包斯凯特在维尔纽斯与美国国务卿约翰·福布斯·克里会面

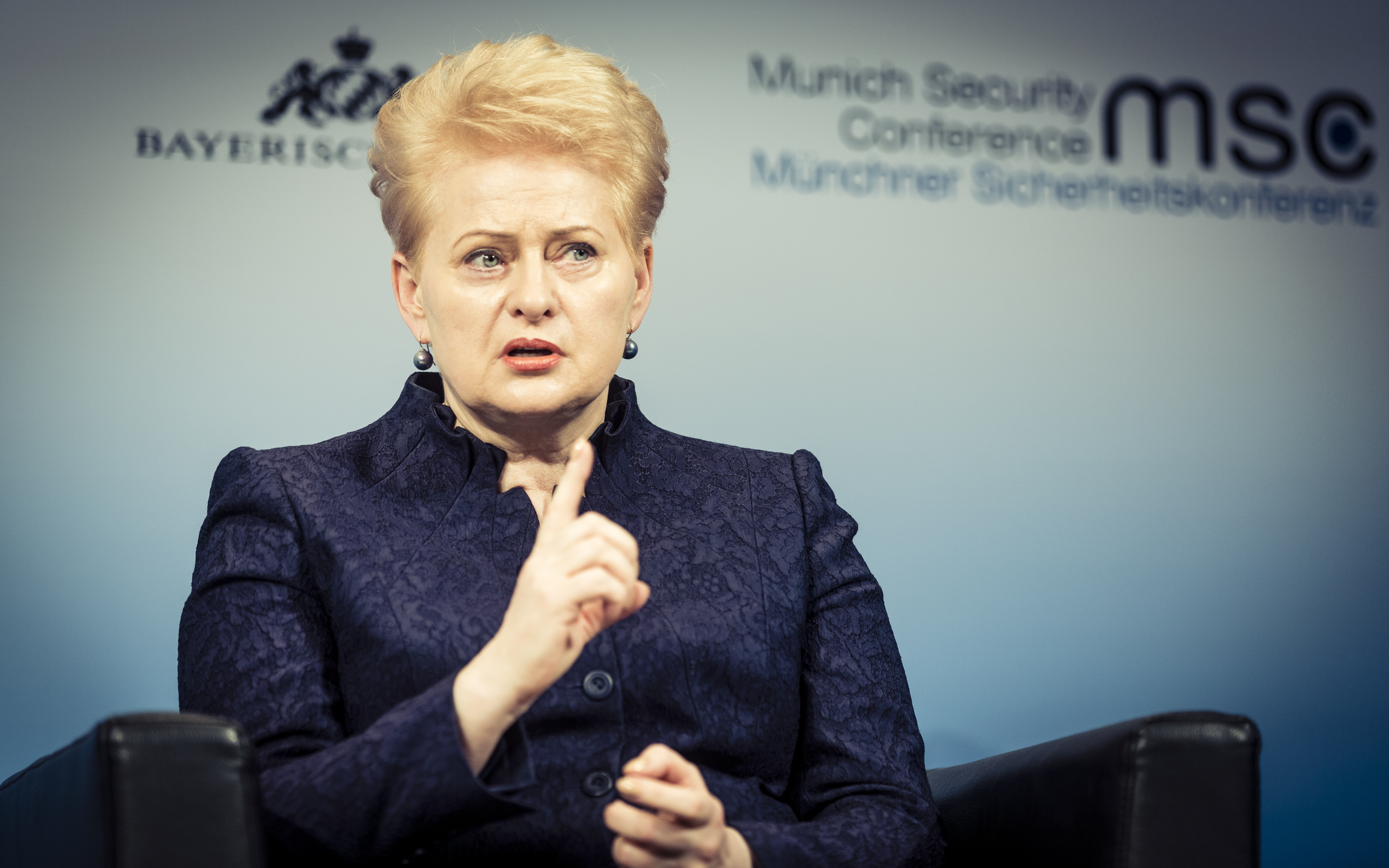
格里包斯凯特在第53届慕尼黑安全会议上（2017年2月17日）

2009年5月，格里包斯凯特在立陶宛总统大选中获得68.18%的选票，成功胜出。2014年5月在第二轮总统选举中以57.87%的得票率成功连任。

## 私人生活
格里包斯凯特没有结婚也没有子女。除了母语立陶宛语，她可以流利地说英语、俄语和波兰语，也会说法语。格里包斯凯特有空手道黑带。

## 荣誉

### 外国勋章奖章
- 白隼大十字勋章（英语：Order of the Falcon）（冰岛，2011年8月25日[4]）
- 芬兰白玫瑰大十字勋章附颈饰（芬兰，2013年[5]）